# Brahmaea bicolor
Brahmaea bicolor is een vlinder uit de familie van de herfstspinners (Brahmaeidae). De wetenschappelijke naam van de soort is voor het eerst geldig gepubliceerd in 1921 door Shonen Matsumura.